# Fiat 50 HP
Fiat 50 hp es un automóvil de turismo producido por el fabricante italiano Fiat entre los años 1908 y 1910.
El Fiat 50 hp contaba con un motor de 4 cilindros y 7430 cc de cilindrada, capaz de generar 50 caballos de fuerza a 1400 rpm y una velocidad máxima de 90 km/h. La transmisión era manual de cuatro velocidades. La frenada se producía en los palieres mientras que el freno de estacionamiento se ubicaba en las ruedas posteriores.